# ۱۹۲ (عدد)
۱۹۲(صد و نود و دو) یک عدد طبیعی است که بعد از ۱۹۱ و قبل از ۱۹۳ قرار دارد.